# Mychal Mulder
Mychal Ronald Mulder (Toronto, 12 giugno 1994) è un cestista canadese, di ruolo guardia tiratrice, professionista nella NBA G League con i Valley Suns.

## Biografia
Mulder è nato il 12 giugno 1994 a Toronto, figlio di Jennifer Gignac, assistente esecutiva presso la società di servizi pubblici locale di Toronto, e Randy Mulder, dipendente della General Motors, dalla quale è costretto a ritirarsi a causa di un infortunio alla gamba. Mulder prende il nome dall'ex giocatore NBA Mychal Thompson, il padre del futuro compagno di squadra di Mulder ai Golden State Klay Thompson. Cresciuto a Windsor, Ontario, insieme alla sorella maggiore Cynthia, ha giocato a pallacanestro alla Catholic Central High School, dove è stato allenato da Pete Cusumano. Mulder è stato considerato un prospetto canadese tra i primi 10 nel 2013.

## Carriera

### College
Dopo la scuola superiore, Mulder ha ricevuto una singola offerta per una borsa di studio della NCAA Division I per giocare per la squadra di pallacanestro maschile dei Detroit Mercy Titans. Mulder ha però deciso di iniziare la sua carriera di cestista universitario alla Vincennes University. Al secondo anno, ha ottenuto una media di 15,7 punti e 6,4 rimbalzi a partita, tirando il 46,3 percento fuori dall'arco, conducendo la squadra a un record di 33-2, venendo così nominato JUCO All-American e valutato come il 13° miglior prospetto del college junior da 247Sports.

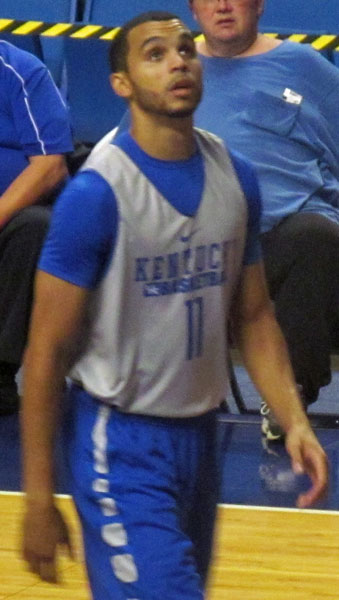
Mulder durante la sua carriera alla Kentucky University

Si è successivamente trasferito alla squadra di basket maschile dei Kentucky Wildcats rispetto a diversi altri college, tra cui Creighton, Indiana e Wichita State. Come studente dell'ultimo anno al Kentucky, Mulder ha realizzato due partite da titolare e una media di 4,7 punti e 1,5 rimbalzi in 10,6 minuti a partita, tirando con il 40,3% dal campo e con il 92,3% dalla linea dei tiri liberi.

### Tra NBA e NBA G League

#### Wind City Bulls (2017-2019)
Mulder non è stato scelto nel draft NBA del 2017. In seguito è stato selezionato al nono posto assoluto nel draft NBA G League del 2017 dai Windy City Bulls. Nella sua seconda stagione con i Bulls, Mulder ha totalizzato 13,7 punti, 4,1 rimbalzi, 1,6 assist in 32,9 minuti a partita. Nel maggio 2019, Mulder è stato invitato all'NBA G League Elite Camp.

#### Sioux Falls Skyforce (2019–2020)
Mulder ha firmato con i Miami Heat il 17 settembre 2019. La squadra ha rinunciato a Mulder il 15 ottobre 2019. Ha iniziato la stagione con i Sioux Falls Skyforce.

#### Golden State Warriors (2020-2021)
Il 27 febbraio 2020, i Golden State Warriors hanno annunciato di aver firmato un contratto di 10 giorni con Mulder. Ha fatto il suo debutto contro i Los Angeles Lakers quello stesso giorno, realizzando due punti e quattro rimbalzi, partita poi conclusasi con sconfitta per 116-86.
Il 1º marzo 2020, Mulder ha segnato un record di 17 punti, due rimbalzi, un assist, una stoppata e una palla rubata solo nella sua terza partita con i Warriors, una sconfitta per 124-110 contro i Washington Wizards. Il 7 marzo, ha iniziato contro i Philadelphia 76ers, stabilendo un nuovo record di 18 punti e 3 assist durante la sua ultima partita del suo primo contratto di 10 giorni, una vittoria per 118-114. Il 10 marzo, dopo la scadenza del suo contratto di 10 giorni, i Warriors gli hanno fatto firmare un contratto pluriennale.
Il 28 aprile 2021, Mulder ha ottenuto il massimo della sua carriera con 26 punti e cinque rimbalzi in una sconfitta per 133-103 contro i Dallas Mavericks mentre il 6 maggio 2021 ha ottenuto 25 punti in 20 minuti in una vittoria per 118-97 contro gli Oklahoma City Thunder. Il 14 maggio 2021, Mulder ha ottenuto un nuovo massimo della sua carriera con 28 punti in una vittoria per 125-122 contro i New Orleans Pelicans.
Mulder è stato alla fine ceduto dalla squadra verso la fine del training camp prima della stagione 2021-2022.

#### Orlando Magic (2021-2022)
Il 26 ottobre 2021, Mulder ha firmato un contratto two-way con gli Orlando Magic. Il 6 gennaio 2022, è stato ceduto.

#### Il ritorno a Sioux Fall (2022)
Il 3 marzo 2022, Mulder ha firmato con i Sioux Falls Skyforce, dopo 3 anni.

#### Miami Heat (2022)
Il 24 marzo 2022, Mulder ha firmato un contratto two-way con i Miami Heat. Ceduto inizialmente il 16 luglio, rifirma per la squadra floridiana il 9 ottobre.

#### Terzo ritorno a Sioux Falls (2022-2023)
Il 24 ottobre 2022, Mulder si è riunito al roster dei Sioux Falls Skyforce per il training camp.

#### Memphis Hustle (2023)
Il 1º settembre 2023, i diritti di Mulder sono stati ceduti ai Memphis Hustle e il 30 settembre ha firmato con i Memphis Grizzlies. Tuttavia, fu ceduto il 16 ottobre e il 30 ottobre si è unito agli Hustle.

#### Capital City Go-Go (2024)
Il 27 dicembre 2023, Mulder fu ceduto ai Capital City Go-Go in cambio di DeJon Jarreau.

#### Valley Suns (2024-presente)
Il 13 giugno 2024, Mulder è stato inserito dai Valley Suns nel draft di espansione della NBA G League del 2024.

## Statistiche
| * | Primo nella lega |

### NJCAA
| Anno      | Squadra         | PG | PT | MP  | TC%  | 3P%  | TL%  | RP  | AP  | PRP | SP  | PP   |
| --------- | --------------- | -- | -- | --- | ---- | ---- | ---- | --- | --- | --- | --- | ---- |
| 2013-2014 | VU Trailblazers | 37 | 32 | 0,0 | 46,7 | 38,3 | 75,4 | 4,6 | 1,8 | 0,4 | 0,5 | 8,6  |
| 2014-2015 | VU Trailblazers | 35 | 17 | 0,0 | 48,8 | 44,7 | 80,0 | 6,9 | 1,8 | 0,4 | 0,8 | 15,7 |
| Carriera  | Carriera        | 72 | 49 | 0,0 | 47,7 | 41,5 | 77,7 | 5,7 | 1,8 | 0,4 | 0,6 | 12,0 |

### NCAA
| Anno      | Squadra           | PG | PT | MP   | TC%  | 3P%  | TL%   | RP  | AP  | PRP | SP  | PP  |
| --------- | ----------------- | -- | -- | ---- | ---- | ---- | ----- | --- | --- | --- | --- | --- |
| 2015-2016 | Kentucky Wildcats | 24 | 0  | 3,8  | 20,0 | 16,7 | 100,0 | 1,1 | 0,3 | 0,0 | 0,0 | 0,5 |
| 2016-2017 | Kentucky Wildcats | 32 | 2  | 10,6 | 40,3 | 36,5 | 92,3  | 1,5 | 0,4 | 0,3 | 0,2 | 4,7 |
| Carriera  | Carriera          | 56 | 2  | 7,6  | 37,6 | 34,3 | 93,3  | 1,3 | 0,4 | 0,2 | 0,1 | 2,9 |

#### Massimi in carriera
- Massimo di punti: 13 (2 volte)[33]
- Massimo di rimbalzi: 8 vs LSU (5 gennaio 2016)
- Massimo di assist: 2 (4 volte)
- Massimo di palle rubate: 2 vs Tennessee-Martin (25 novembre 2016)
- Massimo di stoppate: 1 (6 volte)
- Massimo di minuti giocati: 22 vs Cleveland State (23 novembre 2016)

### NBA

#### Regular Season
| Anno      | Squadra       | PG | PT | MP   | TC%  | 3P%  | TL%   | RP  | AP  | PRP | SP  | PP   |
| --------- | ------------- | -- | -- | ---- | ---- | ---- | ----- | --- | --- | --- | --- | ---- |
| 2019-2020 | G.S. Warriors | 7  | 3  | 29,1 | 38,8 | 30,8 | 75,0  | 3,3 | 1,1 | 0,3 | 0,1 | 11,0 |
| 2020-2021 | G.S. Warriors | 60 | 6  | 12,8 | 44,9 | 39,7 | 63,6  | 1,0 | 0,4 | 0,2 | 0,2 | 5,6  |
| 2021-2022 | Orlando Magic | 15 | 2  | 13,0 | 29,9 | 28,3 | 100,0 | 1,4 | 0,2 | 0,3 | 0,1 | 3,7  |
| 2021-2022 | Miami Heat    | 2  | 1  | 22,0 | 40,0 | 50,0 | 100,0 | 1,5 | 1,0 | 0,0 | 0,5 | 7,0  |
| Carriera  | Carriera      | 84 | 12 | 14,4 | 41,3 | 36,9 | 71,1  | 1,3 | 0,5 | 0,2 | 0,2 | 5,8  |

#### Play-in
| Anno     | Squadra       | PG | PT | MP   | TC%  | 3P%  | TL% | RP  | AP  | PRP | SP  | PP  |
| -------- | ------------- | -- | -- | ---- | ---- | ---- | --- | --- | --- | --- | --- | --- |
| 2021     | G.S. Warriors | 2  | 0  | 15,3 | 44,4 | 16,7 | -   | 1,5 | 0,0 | 0,0 | 0,5 | 4,5 |
| Carriera | Carriera      | 2  | 0  | 15,3 | 44,4 | 16,7 | -   | 1,5 | 0,0 | 0,0 | 0,5 | 4,5 |

#### Massimi in carriera
- Massimo di punti: 28 vs Pelicans (14 maggio 2021)[34]
- Massimo di rimbalzi: 6 vs Suns (29 febbraio 2020)
- Massimo di assist: 3 (3 volte)
- Massimo di palle rubate: 2 (4 volte)
- Massimo di stoppate: 1 (15 volte)
- Massimo di minuti giocati: 42 vs Magic (10 aprile 2022)

### G League

#### Regular Season
| Anno      | Squadra           | PG  | PT  | MP   | TC%  | 3P%  | TL%  | RP  | AP  | PRP | SP  | PP   |
| --------- | ----------------- | --- | --- | ---- | ---- | ---- | ---- | --- | --- | --- | --- | ---- |
| 2017-2018 | Windy City Bulls  | 48  | 31  | 31,0 | 41,9 | 32,9 | 68,4 | 4,4 | 1,6 | 1,1 | 0,3 | 9,3  |
| 2018-2019 | Windy City Bulls  | 47  | 47  | 32,9 | 46,0 | 41,2 | 74,6 | 4,1 | 1,6 | 0,7 | 0,4 | 13,7 |
| 2019-2020 | S. Falls Skyforce | 39  | 34  | 33,2 | 45,1 | 39,7 | 70,0 | 4,5 | 1,4 | 1,0 | 0,4 | 17,0 |
| 2021-2022 | Lakeland Magic    | 2   | 2   | 36,2 | 37,5 | 12,5 | 100  | 1,5 | 1,0 | 0,0 | 0,0 | 14,5 |
| 2021-2022 | S. Falls Skyforce | 13  | 12  | 35,1 | 48,4 | 41,7 | 69,2 | 4,6 | 3,0 | 0,9 | 0,8 | 16,5 |
| 2022-2023 | S. Falls Skyforce | 49  | 48  | 36,2 | 42,4 | 39,7 | 75,9 | 3,6 | 2,6 | 1,0 | 0,4 | 16,8 |
| 2023-2024 | Memphis Hustle    | 16  | 12  | 30,0 | 30,7 | 29,3 | 77,8 | 2,8 | 1,6 | 1,1 | 0,4 | 5,9  |
| 2023-2024 | Capital C. Go-Go  | 27  | 3   | 17,3 | 34,3 | 29,2 | 77,8 | 1,1 | 1,3 | 0,3 | 0,1 | 5,2  |
| Carriera  | Carriera          | 241 | 189 | 31,5 | 43,0 | 37,8 | 73,2 | 3,7 | 1,9 | 0,9 | 0,3 | 12,7 |

#### Play-offs
| Anno     | Squadra           | PG | PT | MP   | TC%  | 3P%  | TL%  | RP  | AP  | PRP | SP  | PP   |
| -------- | ----------------- | -- | -- | ---- | ---- | ---- | ---- | --- | --- | --- | --- | ---- |
| 2019     | Windy City Bulls  | 1  | 1  | 44,0 | 37,5 | 33,3 | 66,7 | 8,0 | 2,0 | 0,0 | 0,0 | 20,0 |
| 2023     | S. Falls Skyforce | 3  | 3  | 35,3 | 36,7 | 33,3 | 71,4 | 3,0 | 3,3 | 0,3 | 0,3 | 12,0 |
| 2024     | Capital C. Go-Go  | 1  | 0  | 10,5 | 0,0  | 0,0  | 0,0  | 1,0 | 1,0 | 0,0 | 0,0 | 0,0  |
| Carriera | Carriera          | 5  | 4  | 29,9 | 24,3 | 22,2 | 46,0 | 4,0 | 2,1 | 0,1 | 0,1 | 10,7 |

#### Massimi in carriera
- Massimo di punti: 40 vs Ignite (16 marzo 2023)[35]
- Massimo di rimbalzi: 12 (2 volte)
- Massimo di assist: 8 vs Wolves (4 marzo 2023)
- Massimo di palle rubate: 4 (5 volte)
- Massimo di stoppate: 2 (11 volte)
- Massimo di minuti giocati: 50 vs Lakers (8 marzo 2023)

### Cronologia presenze e punti in Nazionale
| Cronologia completa delle presenze e dei punti in Nazionale - Canada | Cronologia completa delle presenze e dei punti in Nazionale - Canada | Cronologia completa delle presenze e dei punti in Nazionale - Canada | Cronologia completa delle presenze e dei punti in Nazionale - Canada | Cronologia completa delle presenze e dei punti in Nazionale - Canada | Cronologia completa delle presenze e dei punti in Nazionale - Canada | Cronologia completa delle presenze e dei punti in Nazionale - Canada | Cronologia completa delle presenze e dei punti in Nazionale - Canada |
| Data                                                                 | Città                                                                | In casa                                                              | Risultato                                                            | Ospiti                                                               | Competizione                                                         | Punti                                                                | Note                                                                 |
| -------------------------------------------------------------------- | -------------------------------------------------------------------- | -------------------------------------------------------------------- | -------------------------------------------------------------------- | -------------------------------------------------------------------- | -------------------------------------------------------------------- | -------------------------------------------------------------------- | -------------------------------------------------------------------- |
| 21/02/2019                                                           | Saint John's                                                         | Canada                                                               | 85 - 46                                                              | Cile                                                                 | Qual. Mondiali 2019                                                  | 4                                                                    | [ 36 ]                                                               |
| 24/02/2019                                                           | Saint John's                                                         | Canada                                                               | 95 - 55                                                              | Venezuela                                                            | Qual. Mondiali 2019                                                  | 2                                                                    | [ 37 ]                                                               |
| 29/06/2021                                                           | Victoria                                                             | Grecia                                                               | 91 - 97                                                              | Canada                                                               | Qual. Olimpiadi 2020 - Fase a gironi                                 | 3                                                                    | [ 38 ]                                                               |
| 30/06/2021                                                           | Victoria                                                             | Canada                                                               | 100 - 79                                                             | Cina                                                                 | Qual. Olimpiadi 2020 - Fase a gironi                                 | 7                                                                    | [ 39 ]                                                               |
| 03/07/2021                                                           | Victoria                                                             | Canada                                                               | 101 - 103 dts                                                        | Rep. Ceca                                                            | Qual. Olimpiadi 2020 - Semifinale                                    | 0                                                                    | [ 40 ]                                                               |
| Totale                                                               |                                                                      | Presenze                                                             | 5                                                                    |                                                                      | Punti                                                                | 16                                                                   |                                                                      |